# Strategic Defense Initiative

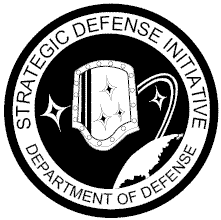
Oficjalne logo systemu SDI

Strategic Defense Initiative (SDI, Inicjatywa Obrony Strategicznej) – amerykański program strategicznej obrony przeciwrakietowej państw członkowskich Organizacji Traktatu Północnoatlantyckiego (NATO) przed atakiem balistycznym ze strony Związku Radzieckiego. Zainicjowanie programu ogłoszone zostało 23 marca 1983 roku telewizyjnym Orędziem do Narodu Prezydenta Stanów Zjednoczonych Ronalda Reagana, jego zakończenie zaś nastąpiło na mocy decyzji Prezydenta George’a H.W. Busha w roku 1991, który zastąpił go programem GPALS (Global Protection Against Limited Strikes). SDI była najszerzej zakrojonym projektem ze wszystkich kiedykolwiek podejmowanych amerykańskich programów obrony antybalistycznej i jedynym, w którego założeniach znajdowało się wykorzystanie broni rozmieszczonej w przestrzeni kosmicznej.
W założeniach program miał mieć charakter defensywny i być alternatywą dla obowiązującej wówczas doktryny Wzajemnego Zagwarantowanego Zniszczenia (ang. Mutual Assured Destruction, MAD). Program był etapem rozwojowym stałego dążenia Stanów Zjednoczonych do stworzenia systemu obrony antybalistycznej, biorącego swe początki od dnia wystrzelenia przez ZSRR pierwszego sztucznego satelity Ziemi. Budowa systemu Strategic Defense Initiative miała trwać 17 lat do 2000 roku i kosztować 125 miliardów dolarów.
SDI był koncepcją obrony przeciwrakietowej rozwijanej od początku lat 60. XX wieku, opracowaną w związku z rozwojem broni rakietowej i zaistnieniem potencjalnego zagrożenia ze strony ZSRR, w jego ramach rozwijano projekt Nike-Zeus z końca lat 50., oraz dołączane sukcesywnie projekty Defender, Sentinel i Safeguard. Podstawowymi założeniami systemu „Star Wars” był system tzw. antyrakiet rozmieszczonych na wyrzutniach naziemnych, mogących zestrzelić nadlatujące pociski przeciwnika z dużej odległości, co miało nastąpić poza atmosferą ziemi lub w przypadku zmasowanego ataku (po przeniknięciu rakiet z głowicami atomowymi poza pierwszą linię obrony w przestrzeni kosmicznej) także w stratosferze – za pomocą tzw. ściany ognia (ang. firewall) stworzonej przez szereg wybuchów głowic jądrowych wystrzeliwanych we własnych rakietach.
W projekcie Inicjatywy Obrony Strategicznej rozszerzono by system naziemnej obrony przeciwrakietowej o wyrzutnie rakiet i platformy z działami laserowymi, znajdujące się w przestrzeni kosmicznej, aby zminimalizować czas identyfikacji i zniszczenia wrogich obiektów oraz zapobiec potencjalnemu skażeniu promieniotwórczemu ziemi i atmosfery. W założeniach zniszczenie wrogich rakiet w pierwszym etapie następowałoby tuż po odpaleniu pocisku przez nieprzyjaciela, ponad jego terytorium i miało się obrócić przeciwko atakującemu, gdyż opad promieniotwórczy skaziłby terytorium wroga.
SDI nie został nigdy w pełni rozwinięty ani wdrożony, jednak wielomiliardowe nakłady na wybrane technologie programu, pozwoliły później rozwinąć technologie pocisków antybalistycznych (ang. Anti Ballistic Missile, ABM) używanych współcześnie. Realizacją programu SDI zajmował się Departament Obrony USA, w którym w 1984 utworzono specjalną komórkę odpowiedzialną za koordynowanie i wdrażanie SDI, Organizację Inicjatywy Obrony Strategicznej (ang. Strategic Defense Initiative Organization, SDIO). Za prezydentury Billa Clintona w 1993, zmieniono nazwę programu na Organizacja Obrony Przeciwko Rakietom Balistycznym (ang. Ballistic Missile Defense Organization, BMDO). W związku z upadkiem Związku Radzieckiego w 1991 i faktycznym końcem zimnej wojny, zmieniły się także priorytety BMDO – przesunięto akcenty z obronnej polityki globalnej na rzecz regionalnej. Dotychczasowy program Narodowej Obrony Przeciwrakietowej (ang. National Missile Defence, NMD) przestał być oficjalnie rozwijany, natomiast nowe możliwości uzyskał program Obrony Przeciwrakietowej Morskiego Teatru Działań Wojennych (ang. Navy Theater Missile Defense, TMD). BMDO został ostatecznie przekształcony w Agencję Obrony Przeciwrakietowej (ang. Missile Defense Agency, MDA), która kontynuuje program obrony antybalistycznej w ramach programu Ballistic Missile Defense.